# E Dio creò la donna (film 1988)
E Dio creò la donna (And God Created Woman) è un film del 1988 diretto da Roger Vadim, remake di E Dio creò la donna (1956) dello stesso regista.

## Trama
Robin è scappata dal riformatorio, ma la fuga dura ben poco. La via più sicura sarebbe quella di sposarsi e ottenere così la libertà condizionata. Ci casca Billy, l'idraulico del riformatorio, ma il matrimonio parte subito male. Robin diventa l'amante di un uomo politico locale e nei ritagli di tempo fa la cantante in un complesso. Per il povero Billy non ha proprio tempo…

## Accoglienza
Il film non ottenne il successo desiderato, né riuscì a rivaleggiare col successo del primo; venne infatti candidato ad un unico premio, il Razzie Award alla peggiore attrice protagonista per Rebecca De Mornay.

## Riconoscimenti
- Razzie Award
  - Candidatura per la peggiore attrice protagonista (Rebecca De Mornay)